# Aleksandra Romanić
Aleksandra Romanić (* 14. August 1958 in Zagreb, Jugoslawien) ist eine jugoslawisch-deutsche Pianistin und Hochschullehrerin. 

## Leben
Als 16-Jährige begann sie ein Klavierstudium am Moskauer Tschaikowski-Konservatorium bei Wera  Gornostajewa, das sie 1981 mit Auszeichnung "summa cum laude" abschloss. Nach Absolvierung der Meisterklasse wurde sie 1985 mit dem Fulbright-Stipendium ausgezeichnet, was ihr ein weiterführendes Studium an der Juilliard School New York bei György Sándor ermöglichte. Konzertreisen führten sie durch Spanien, Frankreich, Tschechien, Ungarn, Malta, Russland und die USA. Sie gastierte bei den Musikfestivals Dubrovniker Sommerfestival, Interforum Budapest, Maltafest, Zagreber Sommer, Festival Ljubljana. Radio- und Fernsehaufnahmen entstanden in Jugoslawien, den USA, Russland sowie Produktionen für die Diskoton Records.
Als Professorin für Klavier unterrichtete Aleksandra Romanić an der Musikhochschule der Universität Sarajevo, in der Stadt, die sie 1990 mit dem höchsten Kulturpreis auszeichnete und die sie aufgrund des ausbrechenden Krieges verlassen musste. Nach Kriegsausbruch und Übersiedlung nach München zog sich Romanić mehr und mehr von der Bühne zurück und widmete sich der musikalisch-pädagogischen Tätigkeit. Sie leitete Meisterkurse an verschiedenen Universitäten der USA, bei den Internationalen Sommermeisterkursen in Valletta, Malta, und hielt Vorlesungen an der Musikhochschule der Universität Zagreb und am Trinity College, University of Dublin.
Seit ihrer Übersiedlung nach München spielte sie auf dem Schleswig-Holstein Musikfestival und dem Richard-Strauss-Festival in Garmisch-Partenkirchen.
Das Repertoire von Aleksandra Romanić umfasst Standardwerke der Solo- und Kammermusik und Klavierkonzertliteratur vom Barock bis zur Gegenwart. Ihre besondere Liebe gilt der russischen Musik, den Solowerken und Klavierkonzerten von Tschaikowski, Rachmaninow, Prokofjew und Skrjabin.

## Familie
Der Vater von Aleksandra Romanić war der Dirigent Teodor Romanić.